# Alue Bu/Alue Lhok
Alue Bu/Alue Lhok is een bestuurslaag in het regentschap Aceh Timur van de provincie Atjeh, Indonesië. Alue Bu/Alue Lhok telt 228 inwoners (volkstelling 2010).